# Брудзевиці (Західнопоморське воєводство)
Брудзевиці (пол. Brudzewice) — село в Польщі, у гміні Сухань Старгардського повіту Західнопоморського воєводства.
Населення — 442 особи (2011).
У 1975-1998 роках село належало до Щецинського воєводства.

## Демографія
Демографічна структура станом на 31 березня 2011 року:
|          | Загалом | Допрацездатний вік | Працездатний вік | Постпрацездатний вік |
| -------- | ------- | ------------------ | ---------------- | -------------------- |
| Чоловіки | 222     | 49                 | 162              | 11                   |
| Жінки    | 220     | 52                 | 129              | 39                   |
| Разом    | 442     | 101                | 291              | 50                   |